# Dodge Omni
De Dodge Omni - en zustermodel Plymouth Horizon - was een kleine vijfdeurshatchback van het Amerikaanse automerk Dodge. Het model werd geïntroduceerd in 1978 en gebouwd tot 1990. In 1979 werd ook de sportieve Dodge Omni 024 afgeleid, maar die kende weinig gevolg en werd al in 1982 geschrapt.

## Geschiedenis

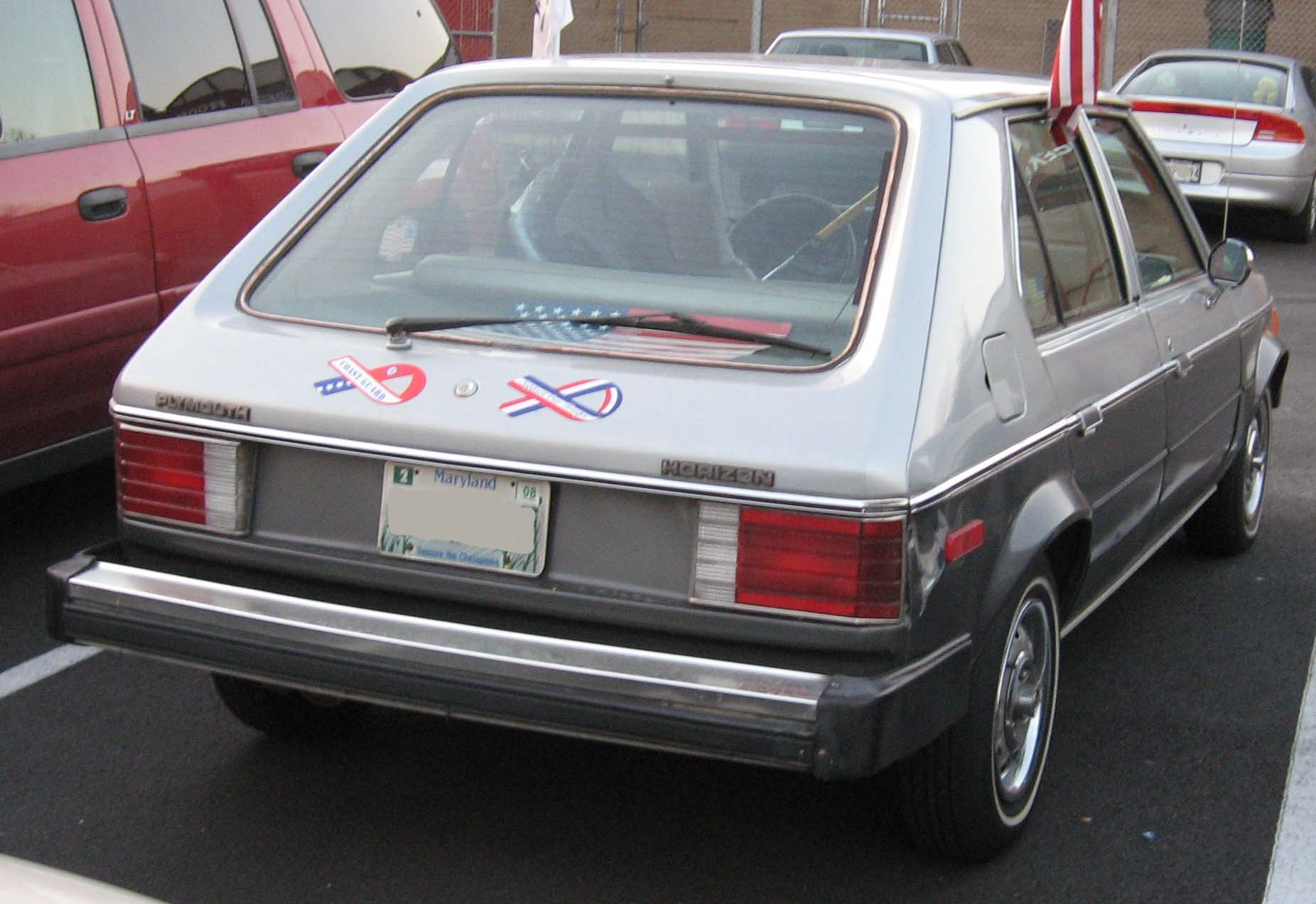
Rechterachterzijde.

De geschiedenis van de Dodge Omni/Plymouth Horizon begint bij de Chrysler/Simca/Talbot Horizon, een model ontwikkeld door Chrysler Europe eind jaren 1970. Het moederconcern in de VS zat tegen het bankroet aan en heroriënteerde zich op kleine zuinige auto's. De Horizon werd naar de VS gehaald als een van de eerste daarvan. De auto wordt daarom gezien als een van de eerste modellen die Chrysler er terug bovenop bracht. In Europa kwam de Horizon op de markt als Simca, Talbot en Chrysler. De in de VS gebouwde Amerikaanse versie als Dodge Omni en Plymouth Horizon. Beiden waren de eerste voorwielaangedreven miniklasser die in de VS werd gebouwd. Verder was het model waarschijnlijk ook de eerste zuinige auto die Chrysler ooit had voortgebracht. Onder de motorkap zat een 1,7 liter vier-in-lijnmotor van Volkswagen waarvoor Chrysler een contract van vijf jaar had. De Plymouth Horizon werd een enorm succes in tijden van oliecrisis en redde Chrysler mee van de ondergang. De Dodge Omni daarentegen ging heel wat minder vlot van de hand. In 1981 werd een nieuwe 2,2 liter 4-in-lijn van Chrylser zelf beschikbaar. In 1983 werd de VW 1,7 liter vervangen door een nieuwe 1,6 met eenzelfde vermogen. Het model bleef goed verkopen doorheen de jaren 1980, vooral de Plymouth dan, en bleef daarom in productie tot en met 1990. De opvolger van de Omni werd reeds in 1987 geïntroduceerd en was de Dodge Shadow.